# سنتز کتون واینرب
سنتز کتون واینرب (به انگلیسی: Weinreb ketone synthesis) یا سنتز کتون واینرب-نام (به انگلیسی: Weinreb–Nahm ketone synthesis) یک نام واکنش شیمیایی در شیمی آلی است که در سال ۱۹۸۱ توسط دو شیمیدان به نام‌های استیون ام. واینرب و استیون نام به عنوان روشی برای سنتز کتون‌ها کشف شد. کتون‌ها دسته ای از ترکیبات آلی با فرمول کلی R۱(CO)R۲ هستند که در آن یک گروه کربونیل به دو شاخه جانبی متصل شده‌است.
در این واکنش ابتدا یک آسیل کلرید با ان٬او-دی‌متیل‌هیدروکسیل‌آمین واکنش داده و ماده میانی به نام آمید واینرب-نام را تولید می‌کند. سپس این ماده با واکنشگر گرینیارد یا برخی ترکیبات آلی لیتیوم واکنش داده و کتون متناظر تولید می‌شود.
مزیت این روش نسبت به افزودن واکنشگرهای آلی فلزی به ترکیبات آسیلی معمولی تر، این است که از مشکل رایج افزایش گروه‌های اضافی و نهایتاً تشکیل یک الکل به جای کتون، جلوگیری می‌کند. این روش همچنان توسط شیمیدان‌ها به عنوان روشی مطمئن برای تولید کتون‌ها محسوب شده و ترکیباتی چون اعضای خانواده سرکوب کننده‌های سیستم ایمنی، خانواده ماکروسفلیدها و خانواده آنتی‌بیوتیک‌های اسپیروفونژین با استفاده از آمیدهای واینرب تولید می‌شوند.

## کلیات
سنتز کتون واینرب یا به شکل کامل تر سنتز کتون واینرب-نام یک واکنش شیمیایی در شیمی آلی است که برای ایجاد پیوندهای کربن-کربن مورد استفاده قرار می‌گیرد. این واکنش در سال ۱۹۸۱ توسط استیون ام. واینرب و استیون نام به عنوان روشی برای سنتز کتون‌ها کشف شد.کتون‌ها دسته ای از ترکیبات آلی با فرمول کلی R۱(CO)R۲ هستند که در آن یک گروه کربونیل به دو شاخه جانبی متصل شده‌است. واکنش اصلی شامل دو جانشینی هسته دوستی آسیل پیاپی می‌باشد: تبدیل یک کلرور اسید با ان٬او-دی‌متیل‌هیدروکسیل‌آمین، برای تشکیل آمید واینرب-نام، و سپس آمایش این گونه با یک واکنشگر آلی فلزی مانند واکنشگر گرینیارد یا یک واکنش‌گر آلی لیتیم. همچنین نام و واینرب سنتز آلدهیدها با کاهش آمید به وسیله مقدار اضافی هیدرید آلومینیوم لیتیوم را نیز گزارش دادند.
مهمترین مزیت این روش نسبت به افزودن واکنشگرهای آلی فلزی به ترکیبات آسیلی معمولی تر، این است که از مشکل رایج افزایش گروه‌های اضافی جلوگیری می‌کند. برای این واکنش‌ها، دو اکی‌والان از گروه هسته دوست شونده اضافه می‌شود تا یک الکل به جای یک کتون یا آلدهید تشکیل شود. این اتفاق حتی اگر اکی‌والان‌های هسته دوست به دقت کنترل شود، باز هم رخ می‌دهد.
از آن زمان به بعد آمید واینرب-نام به عنوان یک روش قابل اعتماد برای سنتز کتون‌ها به‌طور منظم توسط شیمیدان‌های آلی مورد استفاده قرار گرفته‌است. این گروه‌های عاملی در تعداد زیادی از فراورده‌های طبیعی موجود هستند و با اطمینان بالا می‌تواند واکنش‌های منجر به تشکیل پیوندهای جدید کربن-کربن ایجاد کند یا به سایر گروه‌های عاملی تبدیل شود. این روش در سنتز تعدادی از ترکیبات از جمله ماکروسفلیدهای آ و ب،  آمفیدینولید جی،  و اسپیروفونژین‌های آ و ب مورد استفاده قرار گرفته‌است.

## سازوکار واکنش
واینرب و نام در ابتدا سازوکار زیر را برای توضیح گزینش پذیری در واکنش‌های آمین واینرب-نام پیشنهاد کردند. پیشنهاد آنها این بود که یک حد واسط چهار وجهی (A) در نتیجه جانشینی هسته دوستی آسیل توسط یک واکنشگر آلی فلزی تشکیل می‌شود و همانگونه که در زیر نشان داده شده‌است، توسط یک چنگاله از گروه متوکسی تثبیت می‌شود. این واسطه فقط در دماهای پایین پایدار است و نیاز به روش‌های استحصال در درجه حرارت پایین دارد.
تشکیل این چنگاله در تضاد با سازوکار تشکیل محصول با استخلاف‌های اضافی است که در آن فروپاشی واسطه چهار وجهی امکان افزایش دوم را فراهم می‌آورد. حدس مکانیکی مطرح شده از طرف واینرب بلافاصله توسط جامعه دانشگاهی پذیرفته شد، تا سال ۲۰۰۶ میلادی که توسط آنالیز طیف‌سنجی و جنبشی تأیید شود.

## آماده‌سازی
علاوه بر روش اصلی یعنی واکنش یک آسیل کلرید و ان٬او-دی‌متیل‌هیدروکسیل‌آمین (که ممکن است مسائل مربوط به سازگاری با بسترهای حساس در آن مطرح باشد)، آمیدهای واینرب را می‌توان از انواع ترکیبات آسیل سنتز کرد. در اکثریت قریب به اتفاق این روش‌ها از نمک ان٬او-دی‌متیل‌هیدروکسیل‌آمین هیدروکلراید [MeO(Me)NH•HCl] که از نظر تجاری قابل دسترس می‌باشد، استفاده می‌شود. به‌کارگیری این نمک به‌طور معمول از آمین آزاد ساده‌تر است.
واکنش استر یا لاکتون با AlMe۳ یا AlMe۲Cl باعث می‌شود آمید واینرب مربوط با بازده خوبی ایجاد شود. از طرف دیگر می‌توان از واکنشگرهای گرینیارد غیر هسته‌دوست مانند ایزوپروپیل منیزیم کلرید برای فعال کردن آمین قبل از افزودن استر استفاده کرد.
انواع واکنشگرهای جفت کننده پپتید نیز می‌تواند برای تهیه آمیدهای واینرب-نام از کربوکسیلیک اسیدها استفاده شود. برای این منظور از جفت کننده‌های مختلف بر پایه کربودی‌ایمیدها، هیدروکسی‌بنزوتریازول و تری فنیل‌فسفین استفاده می‌شود.
در نهایت، یک واکنش آمینوکربونیل‌دار کردن توسط استفان بوشوالد گزارش شده‌است که اجازه می‌دهد یک آریل هالید به‌طور مستقیم به یک آریل آمید واینرب-نام تبدیل شود.

## گستره
شرایط استاندارد شناخته شده برای سنتز کتون واینرب-نام طیف گسترده‌ای از گروه‌های عاملی را در ساختار مولکول‌ها شامل می‌شود، از جمله استخلاف‌های آلفا-هالوژن، اسیدهای آمینه با N محافظت شده، آلفا-بتا سیلیل اترهای غیر اشباع، انواع لاکتام‌ها و لاکتون‌ها، سولفونات‌ها، سولفینات‌ها و فسفونات استرها. همچنین طیف گسترده‌ای از هسته‌دوست‌ها به صورت مزدوج با آمید قابل استفاده است. واکنشگرهای آلی لیتم دار و واکنشگر گرینیارد به‌طور معمول مورد استفاده قرار می‌گیرند. به عنوان نمونه هسته‌دوست‌های کربنی آلیفاتیک، وینیل، آریل و آلکینیل تاکنون گزارش شده‌اند. با این حال، با وجود هسته‌های بسیار بازی یا هسته‌دوست‌های ممانعت کننده، حذف پاره مولکولی متوکسید برای آزاد کردن فرمالدئید می‌تواند به عنوان یک واکنش جانبی مهم، اتفاق بیفتد
با این حال، آمید واینرب-نام نقش برجسته ای در بسیاری از سنتزهای شیمیایی ایفا می‌کند، و به عنوان یک عامل جفت شونده مهم در سنتز گونه‌های شیمیایی مختلف به کار می‌رود. در زیر مراحل کلیدی مربوط به سنتز چندین محصول طبیعی از جمله اعضای خانواده سرکوب کننده‌های سیستم ایمنی، خانواده ماکروسفلیدها و خانواده آنتی‌بیوتیک‌های اسپیروفونژین با استفاده از آمیدهای واینرب نشان داده شده‌است.

## گونه‌ها
برای جلوگیری از شرایط سخت موجود در واکنش افزایش ترکیبات آلی فلزی یا واکنشگرهای هیدرید از واکنش آمیدهای واینرب-نام با واکنشگر ویتیگ استفاده می‌شود. این فرایند یک ان-متیل-ان-متوکسی- انامبن را نتیجه می‌دهد که پس از استحصال هیدرولیتیک به کتون یا آلدهید مربوط تبدیل می‌شود.
علاوه بر این، توسعه سنتز یکجای تبادل منیزیم-هالوژن و متعاقب آن واکنش آریل دار کردن، نشان داد آمید واینرب-نام از پایداری خوبی برخوردار بوده و می‌تواند یک روش عملیاتی ساده برای سنتز آریل کتون‌ها ارائه دهد.
واکنشگرهای غیر معمول‌تر با چندین گروه عاملی آمید واینرب-نام با استفاده از سینتون‌های کربن دی‌اکسید(CO2) و آلفا-دی‌کتون، سنتز شده‌اند.
در نهایت، استفان گراهام دیویس از آکسفورد یک کایرال کمکی طراحی کرد که عاملیت آمید واینرب را با کمکی سودوافدرین مایرز ترکیب می‌کرد و امکان آلکیل‌دار کردن دیاسترومرگزین انولات و پس از آن گسست به آلدهید یا کتون غنی از انانتیومر مربوط را فراهم می‌کرد.